# بيري شيلدز
بيري شيلدز (بالإنجليزية: Perry Shields)‏ هو قاضي أمريكي، ولد في 12 يناير 1925، وتوفي في 14 يناير 2002.